# محمد محجوب
محمد محجوب (24 أغسطس 1924 الدار البيضاء المغرب - 1 يناير 1994 الدار البيضاء المغرب) هو لاعب كرة قدم مغربي سابق كان يلعب كمهاجم.

## وصلات خارجية
- محمد محجوب على موقع قاعدة بيانات كرة القدم.إي يو (الإنجليزية)